# (1945) Wesselink
(1945) Wesselink ist ein Asteroid des Hauptgürtels, der am 22. Juli 1930 vom niederländischen Astronomen Hendrik van Gent in Johannesburg entdeckt wurde.
Der Asteroid trägt den Namen des niederländischen Astronomen Adriaan Jan Wesselink.